# Hieracium obrovacense
Hieracium obrovacense es una especie de planta con flor del género Hieracium, de la familia Asteraceae, orden Asterales.

## Distribución
Hieracium obrovacense se distribuye por Croacia.

## Taxonomía
Fue descrita científicamente por Degen y Zahn.